# تغير المناخ في السويد

خريطة تصنيف كوبن للمناخ المتوقع للسويد خلال الفترة من عام 2071 حتى عام 2100.

حظيت مسألة تغير المناخ في السويد باهتمام عام وسياسي كبير، وكان التقليل من آثارها على رأس جدول أعمال آخر ثلاث حكومات في السويد: مجلس الوزراء الأسبق برئاسة غوران بيرسون (1996–2006)، ومجلس الوزراء السابق برئاسة فريدريك رينفلت (2006–2012)، ومجلس الوزراء برئاسة لوفين (2014–). تهدف السويد إلى إنشاء نظام لإمداد الطاقة دون أي انبعاثات للغازات الدفيئة في الغلاف الجوي بحلول عام 2050.

## تاريخ المناخ في السويد

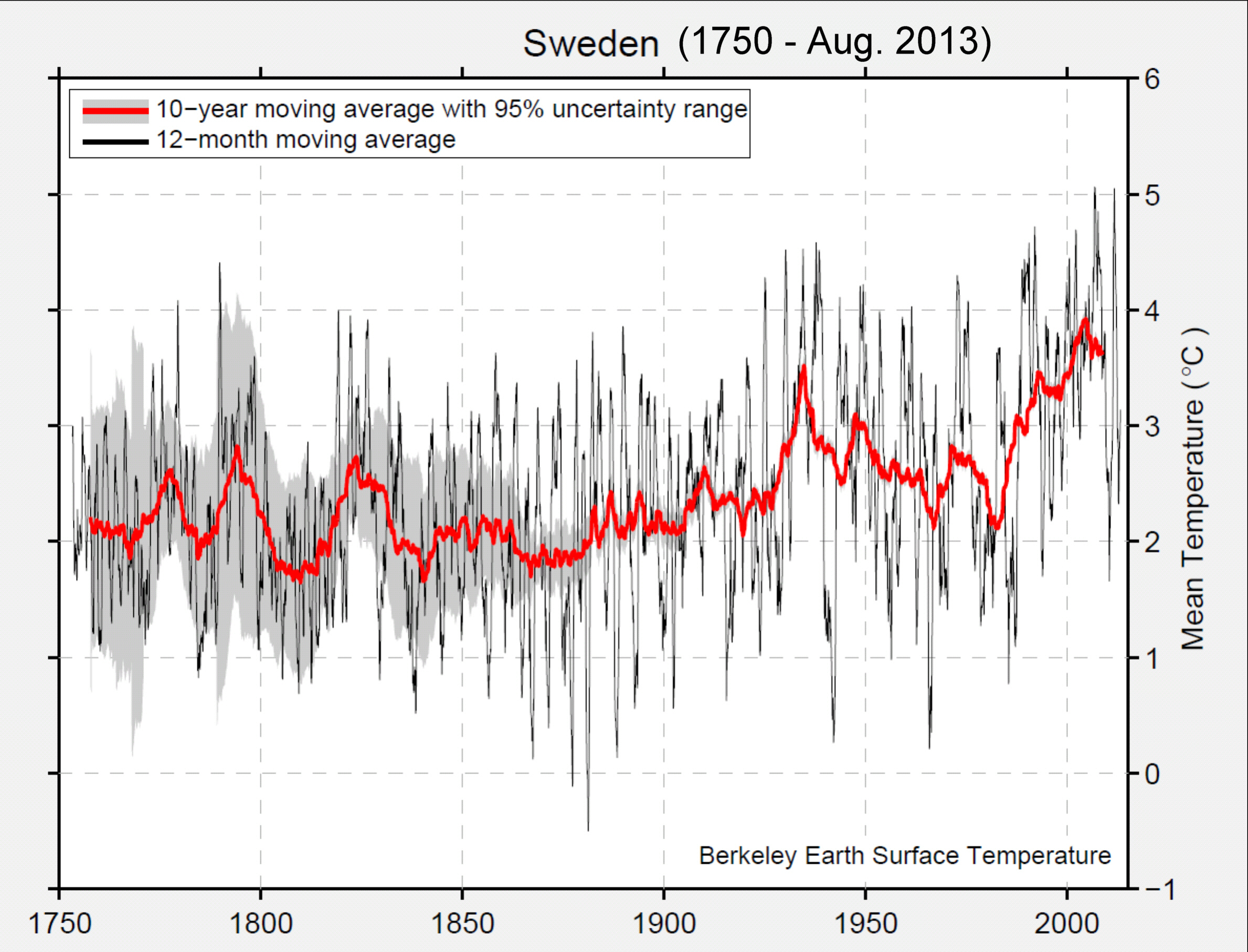
ارتفاع درجات الحرارة في مناخ السويد (1750–2013)

منذ بداية العصر الرباعي قبل 2.5 مليون سنة تقريبًا، تناوب مناخ السويد بين فترات جليدية وفترات بين جليدية (بين جليديين). استمرت الفترات الجليدية لمدة تصل إلى 100,000 عام مع درجات حرارة أقل بنحو 20 درجة مئوية من الأيام الحالية، وأدى انخفاض درجات الحرارة إلى تشكل الغطاء الجليدي الذي غطّى معظم السويد أو كاملها. كانت الفترات بين الجليديين أقصر، إذ استمرت من 10,000 عام إلى 15,000 عام. كان المناخ خلال هذه الفترات مشابهًا لمناخ اليوم مع وجود غابات واسعة وفصول صيف خالية من الجليد. كان تجمد فايسلي آخر هذه الفترات الجليدية واستمر من عام 115,000 قبل الميلاد وحتى عام 11,500 قبل الميلاد تقريبًا. في ذروته بين عامي 20,000–17,000 قبل الميلاد، امتد إلى الأجزاء الشمالية لكل من ألمانيا وبولندا. تميز الانتقال إلى الفترة بين الجليدية الحالية بتراجع صفائح الجليد وارتفاع تدريجي بدرجات الحرارة. بحلول فترة 7,000–6,000 قبل الميلاد، كانت درجة الحرارة أكثر دفئًا بنسبة قليلة عن اليوم ما أدى إلى تغطية الغابات النفضية النصفَ الجنوبي للبلاد. تقلبت درجات الحرارة منذ ذلك الحين مع وجود اتجاه تبريد ضعيف أدى بدوره إلى زيادة نسبية لغطاء الأشجار الصنوبرية.

## الانبعاثات
في عام 2019، احتلت السويد المركز الرابع في مؤشر أداء التغير المناخي من قِبل منظمة جيرمان ووتش بـ76.28 نقطة من أصل 100. لم يُمنح أي بلد المرتبة من 1 إلى 3 في القائمة لأنه «لا يوجد أي بلد يفعل ما يكفي لمنع التغير المناخ الخطير». احتلت السويد المرتبة الأولى في كلا إصداري 2012 و2016 من المؤشر العالمي للاقتصاد الأخضر (جي جي إي آي) حيث كان أداء السويد جيدًا بشكل عام وضمن موضوع عمليات تغيّر المناخ حيث تُعد أحد أهم البلدان المتقدمة نتيجة لانخفاض كثافة الانبعاثات نسبيًا في الاقتصاد السويدي.
يُبين الجدول الآتي إجمالي الانبعاثات السنوية للغازات الدفيئة في السويد بما يُعادل مليون طن من مُكافئ ثنائي أكسيد الكربون (مليون طن من ثنائي أكسيد الكربون). قيّم الاتحاد الأوروبي والعالم موجودة من أجل مقارنة الاتجاهات.
| السنة | السويد (مليون طن من ثنائي أكسيد الكربون) | الاتحاد الأوروبي (مليون طن من ثنائي أكسيد الكربون) | العالم (مليون طن من ثنائي أكسيد الكربون) |
| ----- | ---------------------------------------- | -------------------------------------------------- | ---------------------------------------- |
| 1970  | 119                                      | 5 507                                              | 24 305                                   |
| 1980  | 104                                      | 6 214                                              | 29 989                                   |
| 1990  | 81                                       | 5 744                                              | 32 772                                   |
| 2000  | 81                                       | 5 297                                              | 35 962                                   |
| 2010  | 79                                       | 4 957                                              | 45 934                                   |
| 2015  | 67                                       | 4 500                                              | 49 113                                   |

يوضح الجدول الآتي الانبعاثات السنوية من الغازات الدفيئة في السويد بما يعادل أطنانًا من مكافئ ثنائي أكسيد الكربون للفرد الواحد (طن من ثنائي أكسيد الكربون لكل فرد).
| السنة | السويد (طن واحد من ثنائي أكسيد الكربون لكل فرد) | الاتحاد الأوروبي (طن واحد من ثنائي أكسيد الكربون لكل فرد) | العالم (طن واحد من ثنائي أكسيد الكربون لكل فرد) |
| ----- | ----------------------------------------------- | --------------------------------------------------------- | ----------------------------------------------- |
| 1970  | 14.7                                            | 12.5                                                      | 6.6                                             |
| 1980  | 12.5                                            | 13.4                                                      | 6.7                                             |
| 1990  | 9.5                                             | 12.0                                                      | 6.2                                             |
| 2000  | 9.1                                             | 10.9                                                      | 5.9                                             |
| 2010  | 8.4                                             | 9.8                                                       | 6.6                                             |
| 2015  | 6.9                                             | 8.9                                                       | 6.7                                             |

بالنسبة إلى إجمالي انبعاثات ثنائي أكسيد الكربون في عام 2009، ودون وجود الغازات الدفيئة الأخرى أو استخدام الأرض، بلغت السويد المرتبة 60 من أصل 216 بلدًا، وجاءت بعدها ليبيا بمعدل 550 مليون طن، وصربيا بمعدل 52.3 مليون طن، وفنلندا 52.15 بمعدل مليون طن. بالنسبة إلى نصيب الفرد الواحد من انبعاثات ثنائي أكسيد الكربون في عام 2009، احتلت السويد، بوجود 5.58 طن للفرد الواحد، المرتبة 82 من أصل 216 دولة تمتلك كمية الانبعاثات ذاتها مثل أوكرانيا. يُعد هذا المعدل أقل بقليل من انبعاثات ثنائي أكسيد الكربون لكل فرد في الصين البالغ 5.82 طن للفرد الواحد.
في عام 2000، صُنفت السويد في المرتبة 76 من أصل 185 بلدًا بالنسبة إلى نصيب الفرد من انبعاثات الغازات الدفيئة عند أخذ أي تغير ناتج عن استخدام الأرض بعين الاعتبار. واحتلت المرتبة 58 عند استبعاد التغيرات الناتجة عن استخدام الأرض.
بلغ انبعاث الغاز المناخي في عام 2018 لعمال القطاع العام في السويد 410,000 طن (196,000 عامل، 2 طن لكل شخص تقريبًا). تُشجع الوكالة السويدية لحماية البيئة على تقليل الانبعاثات السنوية في القطاع العام. في أول تسعة أشهر من عام 2019، خفض معهد كارولينسكا نسبة 5% من كل الرحلات الجوية ونسبة 18% من السفر الجوي السويدي مُقارنة بعام 2018.

### الانبعاثات الناتجة عن الطرق
زادت حصة الوقود الحيوي من 22% إلى 23% في عام 2019. انخفضت انبعاثات الطرق بنسبة 2% من عام 2018 إلى عام 2019. من أجل الحصول على مناخ النقل المنشود بحلول 2030، يجب أن تنخفض انبعاثات المناخ الناجمة عن حركة المرور على الطرق بنسبة 8% سنويًا (سفين هونهامار، مدير في إدارة النقل السويدية).

### الانبعاثات الناتجة عن الطيران
وفقًا لسويدافيا (الخطوط الجوية السويدية)، كان هناك 40 مليون رحلة طيران في السويد في عام 2019، وانخفض العدد بنسبة 9% الرحلات في الداخلية و2% في الرحلات الدولية مقارنة بعام 2018. كان التعداد السكاني للسويد نحو 10.3 مليون في شهر أغسطس من عام 2019، ما أدى إلى وجود ما يُقارب 3.88 رحلة جوية لكل مواطن في السويد في عام 2019.
وفقًا لوكالة حماية البيئة السويدية ولدراسة أجرتها جامعة شالمر كانت قد نُشرت في 31 مايو عام 2019، فإن انبعاثات الغازات الدفيئة للطائرة السويدية قد ساوت تلك الصادرة عن حركة السيارات التي يستخدمها الناس في السويد في عام 2017. بلغ إجمالي الانبعاثات في عام 2017 نسبة تعادل طنًا واحدًا من ثنائي أكسيد الكربون لكل شخص سويدي، وهذا يعادل خمسة أضعاف المتوسط العالمي.
وفقًا لما جاء في أخبار التلفزيون السويدي، تؤيد الحكومة السويدية فرض ضرائب الطيران بما يعادل استخدام السيارات الخاصة في عام 2019. أظهرت حسابات التلفزيون السويدي أن الضرائب ستجعل السفر إلى تايلاند أكثر تكلفة بنحو 8,900 كرونة سويدية.

#### تقرير جامعة شالمر عام 2019
يمثل الطيران المدني العالمي من 4 إلى 5% من إجمالي انبعاثات الغازات الدفيئة وهذه الانبعاثات آخذة بالازدياد. تُعد انبعاثات الغازات الدفيئة الناتجة عن السفر جوًا كبيرة بالنسبة إلى البلدان ذات الدخل العالي مثل السويد، وقد طورت جامعة شالمر غوتنبرغ منهجية لحساب انبعاثات الطيران السويدية.
إن تأثير الطيران في المناخ يتأثر، بالإضافة إلى انبعاثات ثنائي أكسيد الكربون بانبعاثات أكاسيد النيتروجين على علو أكبر من 8000 متر وبانبعاثات الطائرات الدافئة التي تشكل بلورات جليدية. قُدر إجمالي الانبعاثات من خلال حساب انبعاثات ثنائي أكسيد الكربون بنسبة 1.9 للرحلات الدولية و1.4 للرحلات المحلية. لم يشمل الحساب الانبعاثات الناتجة عن الوقود التي قُدرت بـ10-20% في الاتحاد الأوروبي.
بلغت كمية الانبعاث الناتج عن السفر جوًا لسكان السويد استنادًا إلى بلد الإقامة 10 ملايين طن من ثنائي أكسيد الكربون، توزعت بنسبة 20% لرحلات العمل و80% للرحلات الخاصة. يُمكن مقارنة كمية 10 ملايين طن من ثنائي أكسيد الكربون مع مقياس الوقود المستخدم في النقل الذي أظهر إجمالي 3.1 مليون طن من ثنائي أكسيد الكربون. بلغت الانبعاثات نحو 1.1 طن من مكافئ ثنائي أكسيد الكربون لكل فرد سويدي في عام 2017 مقارنة بالمتوسط العالمي البالغ 0.2 طن لكل فرد.
يُساوي إجمالي انبعاثات الطيران السويدية تقريبًا معدل الانبعاثات الناتجة عن حركة مرور مركبة المسافر السويدي. يستبعد الحساب الطيران الذي ينقل السياح القادمين لزيارة السويد. كان معدل انبعاث الطيران 170 غرامًا من ثنائي أكسيد الكربون لكل راكب سافر مسافة كيلومتر مقارنة بـ50 غرامًا لكل كيلومتر وشخص في سيارة تحوي ثلاثة ركاب.

### بواعث كبيرة تهدد السويد
توجد في القائمة المدرجة أدناه نظرة عامة حول بواعث كبيرة من مكافئات ثنائي أكسيد الكربون المسجلة في السويد في مخطط الاتحاد الأوروبي لتداول الانبعاثات (إي يو إي تي إس). في عام 2018، حققت الكيانات الـ584 المسجلة في السويد في «إي يو إي تي إس» –التي ينبعث منها طن واحد على الأقل من ثنائي أكسيد الكربون– مُجتمعةً انبعاثات تُقدر بـ22,624,282 طنًا من ثنائي أكسيد الكربون. يستند عمود «نسبة المشاركة في حصيلة البواعث السويدية المسجلة في «إي يو إي تي إس»» إلى هذه الحصيلة، لا إلى إجمالي الانبعاثات في السويد.
البواعث الكبيرة في السويد
| الباعث                              | الانبعاثات المؤكدة (أطنان من مكافئ ثنائي أكسيد الكربون) | النشاط المسجل               | السنة | نسبة المشاركة في حصيلة البواعث السويدية المسجلة في «إي يو إي تي إس» | تعليق الملكية |
| ----------------------------------- | ------------------------------------------------------- | --------------------------- | ----- | ------------------------------------------------------------------- | --- |
| الخطوط الجوية الاسكندنافية          | 2,466,820                                               | شركة طيران                  | 2018  | 11%                                                                 | في أوائل عام 2018، امتلكت دولة الدنمارك 14%، وامتلكت دولة السويد 15%، وامتلكت دولة النرويج 10%. تكون أجزاء الانبعاثات على الأرجح مرتبطة بأنشطة خارج السويد. |
| لوليو كي في في (توليد مشترك للطاقة) | 2,120,996                                               | احتراق الوقود               | 2018  | 9%                                                                  | مملوكة بالتساوي لشركة إس إس آب وبلدية لوليو. |
| سليتفابريكن                         | 1,740,412                                               | إنتاج الكلنكر الإسمنتي      | 2018  | 8%                                                                  | مملوكة لشركة هايدلبرج للإسمنت، من خلال سيمينتا إيه بي. |
| بريمراف ليسشيل                      | 1,625,082                                               | تكرير الزيوت المعدنية       | 2018  | 7%                                                                  | مملوكة لشركة بريم |
| إس إس آب أوكسيلوسوند                | 1,462,246                                               | إنتاج الحديد الخام أو الصلب | 2018  | 6%                                                                  | مملوكة لشركة إس إس آب. امتلكت دولة السويد 2.25% في عام 2016.                                                                                                |
| إس إس آب لوليو                      | 1,058,183                                               | إنتاج الحديد الخام أو الصلب | 2018  | 5%                                                                  | مملوكة لشركة إس إس آب. امتلكت دولة السويد 2.25% في عام 2016.                                                                                                |
| كراكيرانلغنيغن، بورياليس            | 636,536                                                 | احتراق الوقود               | 2018  | 3%                                                                  | مملوكة لشركة بوريالس |
| مصفاة آب لشركة إس تي ون             | 547,101                                                 | تكرير الزيوت المعدنية       | 2018  | 2.4%                                                                | مملوكة لشركة إس تي ون |
| بريمراف غوتنبرغ                     | 536,000                                                 | تكرير الزيوت المعدنية       | 2018  | 2.4%                                                                | مملوكة لشركة بريم |
| فارتان، ستوكهولم إكسرجي             | 499,698                                                 | احتراق الوقود               | 2018  | 2.2%                                                                | مملوكة بالتساوي لبلدية ستوكهولم وشركة فورتوم، وهي شركة فنلندية مملوكة للدولة.                                                                               |
| إل كي إيه بي كيرونا                 | 436,371                                                 | تذويب خام المعادن أو تلبيده | 2018  | 1.9%                                                                | امتلكت دولة السويد نسبة 100% في عام 2018. |

## الأهداف المتجددة للاتحاد الأوروبي
حققت السويد هدف عام 2020 المتجدد المُلزم المُتفق عليه بين دول الاتحاد الأوروبي في عام 2012.

## مؤتمر الأمم المتحدة لتغيّر المناخ 2014
طالبت الجمعية السويدية لحماية الطبيعة (إس إس إن سي) في مؤتمر الأمم المتحدة لتغير المناخ لعام 2014 بالآتي:
1. على الحكومة السويدية تأكيد الوعود الانتخابية المحددة بتراجع الانبعاثات بنسبة 40% بحلول عام 2020.
2. الأهداف الخمسية الدولية.
3. فرض القيود والالتزام على كل دولة.
4. وجود أربعة مليارات كرونة سويدية في الصندوق الأخضر السويدي للفترة بين عامي 2015-2018.
5. السعي بنشاط إلى وضع نص اتفاق ملموس في ليما عام 2014.

بادر 181 طالبًا بالعمل في عام 2015 لمدة أسبوعين من أجل تحسين البصمة الكربونية السويدية في تغير المناخ بما يتعلق بالأغذية الخضراء، والطاقة الشمسية، والدراجات، والجمارك، والاستهلاك، والنفايات.

## السياسة
طبقت السويد أدوات وتدابير سياسية بهدف التخفيف من آثار تغير المناخ منذ ثمانينات القرن العشرين. تشمل التدابير المستخدمة الأدوات الاقتصادية (مثل ضريبة ثنائي أكسيد الكربون، والإعانات، والعقوبات)، والتشريعات، والاتفاقيات الطوعية، والحوار بين الدولة والشركات (المشاريع التجارية). في ما يلي وصف لأهم التدابير الرئيسية:

### أداة ضريبة ثنائي أكسيد الكربون
في السويد، هناك ثلاث ضرائب مختلفة مفروضة على منتجات الطاقة حتى الآن (خاصة الوقود الأحفوري)، وهي ضريبة الطاقة، وضريبة الكبريت، وضريبة ثنائي أكسيد الكربون. استُخدمت الضرائب على الطاقة أداةً سياسية منذ أزمة النفط التي حصلت في سبعينيات القرن العشرين لتعزيز الطاقة المتجددة والطاقة النووية. في عام 1991، خُفضت ضريبة الطاقة إلى النصف في أثناء الإصلاح الضريبي، وذلك بالتزامن مع إدخال ضريبة ثنائي أكسيد الكربون على الوقود الأحفوري، مع استثناء الإيثانول، والميثانول، وأنواع الوقود الحيوي الأخرى، والخُثّ، والنفايات.

### نظام شهادة الطاقة المتجددة
باعتباره جزءًا من سياسة الطاقة طويلة المدى للحد من انبعاثات الغازات الدفيئة، قدمت الحكومة السويدية نظامًا دوليًا طوعيًا لتبادل «الشهادات الخضراء»، أي نظام شهادة الطاقة المتجددة (آر إي سي إس). اعتبارًا من 1 مايو عام 2003، يعتزم نظام «آر إي سي إس» تشجيع نسبة الكهرباء المنتجة من مصادر الطاقة المتجددة وزيادتها. سوف يُنجز ذلك عن طريق دفع ضريبة تتناسب مع جزء معين من الكهرباء خلال العام. على سبيل المثال، خلال السنة الأولى (2003)، سوف يُطلب من المستخدمين شراء 7.4 بالمئة من الكهرباء المولدة من مصادر الطاقة المتجددة.

## وصلات خارجية
- مكاتب الحكومة السويدية – سياسة المناخ
- تغير المناخ - وكالة حماية البيئة السويدية